# Kugelfischartige

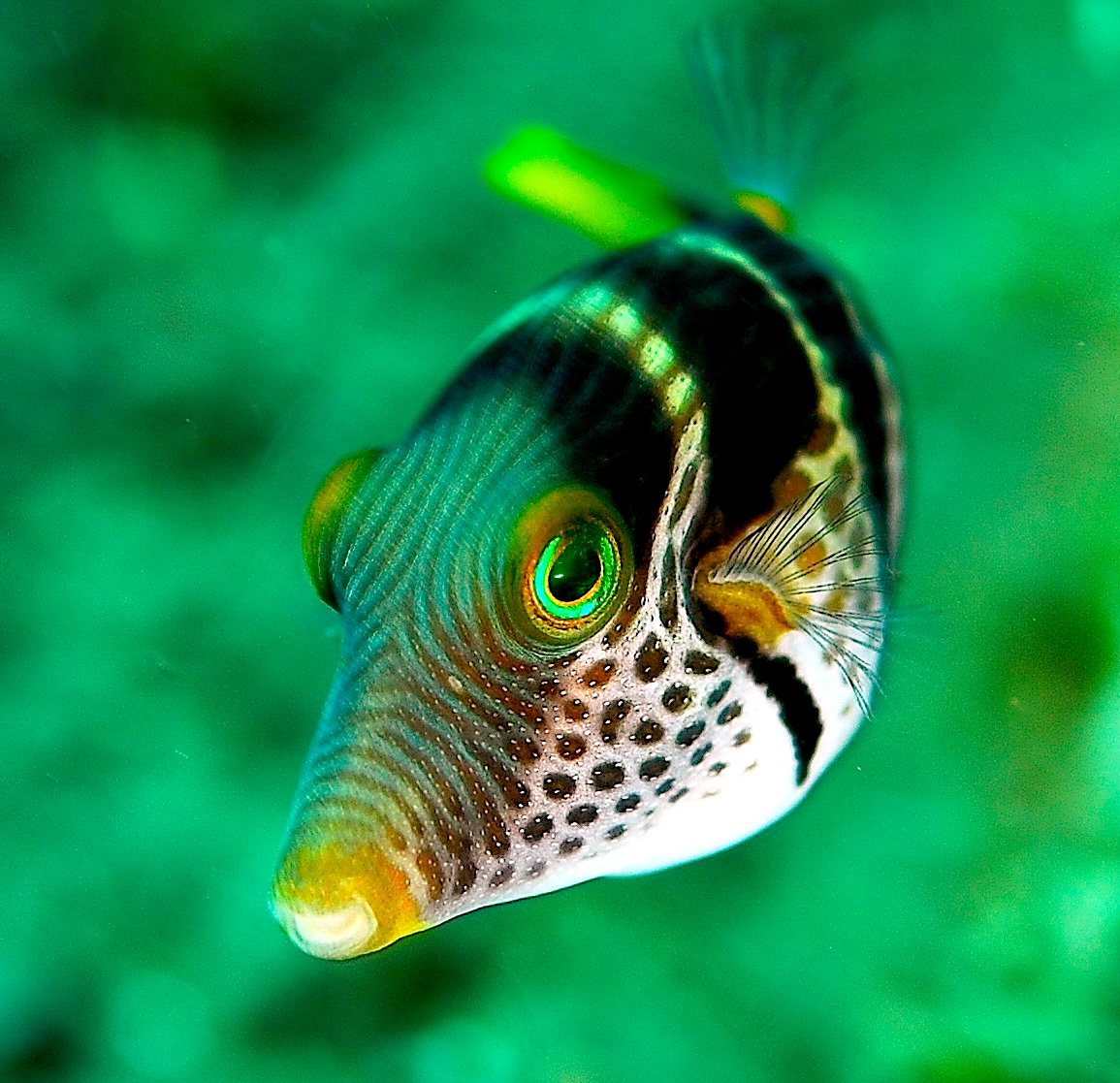
Sattel-Spitzkopfkugelfisch (Canthigaster valentini)

Die Kugelfischartigen (Tetraodontiformes) (altgriechisch τετρα- tetra-  „vier“, ὀδόντες odóntes „Zähne“, lateinisch forma „Gestalt“), auch Kugelfischverwandte, Kugelfischähnliche oder mittlerweile veraltet Haftkiefer (Plectognathi) genannt, sind eine Ordnung der Knochenfische mit über 430 bekannten Arten. Zu ihnen gehören die Drückerfische (Balistidae), die Feilenfische (Monacanthidae), die Kofferfische (Ostraciidae), die Kugelfische (Tetraodontidae), die Igelfische (Diodontidae), die Mondfische (Molidae) sowie vier weitere, unbekanntere Familien. Sie sind in Bezug auf ihre morphologischen Merkmale und ihre Lebensweise eine der am meisten diversen Knochenfischordnungen und bewohnen verschiedenste Habitate. Mehr als die Hälfte aller Arten ist riffgebunden, es gibt jedoch auch Bewohner von Seegraswiesen und anderer tropischer Küstenökosysteme, sowie pelagische Formen (Mondfische) und Bewohner der Tiefsee unter den Kugelfischverwandten.
Der deutsche Name Haftkiefer weist auf die verschmolzenen Zwischenkieferknochen (Praemaxillare) und Kieferknochen (Maxillare) sowie einige weitere Modifikationen des Schädels hin, die allen Arten gemein sind und nur in dieser Ordnung vorkommen.

## Merkmale

### Äußere Anatomie
Fast alle Kugelfischartigen haben einen gedrungenen, hohen, rautenförmigen, rundlichen oder eckigen und steifen Körper. Die kleinsten Vertreter mit zwei Zentimetern Länge sind der zu den Feilenfischen gehörende Rudarius minutus und der Zwerg-Kugelfisch (Carinotetraodon travancoricus). Mit einer Länge von 3,30 Metern, einer Höhe von 4 Metern und einem maximalen Gewicht von 2,3 Tonnen ist der Mondfisch (Mola mola) nicht nur der größte Kugelfischverwandte, sondern der schwerste Knochenfisch überhaupt.
Die Rücken- und die Afterflosse stehen einander symmetrisch gegenüber, weit hinten vor der Schwanzflosse. Sie bilden bei den meisten Kugelfischartigen das Hauptantriebsorgan und sorgen durch wellenförmige, bei den Mondfischen durch paddelartige Bewegungen für den Vortrieb beim ("balistiformen") Schwimmen. Die Schwanzflosse dient nur der Richtungsänderung. Bei den Mondfischen ist sie nur im Larvenstadium vorhanden und ist bei abgeschlossener Metamorphose durch einen Flossensaum am stumpf endenden Körper ersetzt. Die Bauchflossen und dann auch die Beckenknochen fehlen bei den Kugelfischen, den Igelfischen, den Kofferfischen und den Mondfischen. Bei den Hornfischen, Dreistachlern, Drückerfischen und Feilenfischen sind sie zu einem Flossenstachel umgewandelt. Den Angehörigen der beiden letztgenannten Familien dienen sie zusammen mit dem Drückermechanismus aus den ersten drei harten Strahlen der Rückenflosse dazu, sich in Verstecken zu verkeilen. Die Afterflosse besitzt generell keine Stachelstrahlen. Die Igelfische schwimmen hauptsächlich durch Undulieren ihrer breiten Brustflossen.
Die immer relativ kleinen, runden oder schlitzförmigen Kiemenöffnungen liegen direkt am Brustflossenansatz. Die Verengung der Kiemenöffnung resultiert aus einer Verwachsung der Kiemenmembran mit der Haut des Rumpfes – ein weiteres Merkmal, das alle Kugelfischartige teilen. Das Maul ist klein und mit wenigen kleinen, harten Zähnen besetzt, die aber meist zu Zahnplatten verschmolzen sind, wodurch die Kiefer papageischnabelartigen Charakter (mit nur zwei, drei oder vier kräftigen Zahnplatten bei den Tetraodontoidea) annehmen. Der Körper ist beschuppt (Drückerfische), schuppenlos (Kugelfische), oder die Schuppen sind in große Platten (Kofferfische) oder aufrichtbare Stacheln (Igelfische und viele Kugelfische) umgewandelt. Viele Arten, besonders die in Korallenriffen lebenden, haben eine sehr bunte, auffallende Zeichnung und Färbung.

### Innere Anatomie
Ihre Wirbelzahl ist mit höchstens 30, meist aber unter 20 die geringste aller Fische; die Kofferfische der Gattung Ostracion haben lediglich 14 Wirbel. Wie bereits dargestellt fehlen einigen der Gruppen die Beckenknochen, die gemeinsam mit den Bauchflossen reduziert wurden. Vielen Arten fehlen auch die Rippen. Alle Kugelfischverwandten mit Ausnahme der Mondfische haben eine Schwimmblase. Das Skelett der pelagischen Mondfische ist daher, um Gewicht einzusparen, nur wenig verknöchert.
Weitere Apomorphien des Schädels neben den verschmolzenen Kieferknochen sind das Fehlen der Scheitelbeins (Parietale), des Nasenbeins (Nasale), sowie von drei weiteren Schädelknochen: (Extrascapulare, Intercalare und Infraorbitale); auch das Seitenlinienorgan ist am Kopf nicht mehr vorhanden.

## Verbreitung
Von den über 400 Arten bewohnen die meisten die Küsten tropischer Meere an Korallenriffen, einige Arten dringen auch in gemäßigte Breiten vor. Die Mondfische, die Dreistachler sowie einige Drücker- und Kugelfische leben dagegen pelagisch im offenen Ozean. Im Mittelmeer gibt es eine Art der Drückerfische, einen Feilenfisch, einen Igelfisch, zwei Mondfische, vier Arten Kofferfische und sieben Kugelfische. Der Igelfisch, der Feilenfisch und die beiden Kugelfischarten sind erst in den letzten Jahrzehnten durch den Suezkanal in das Mittelmeer eingewandert (Lessepssche Migration) und leben nur im östlichen Mittelmeer, an den Küsten Israels, des Libanon und der südlichen Türkei. An den deutschen Küsten, in Nord- und Ostsee gibt es keine ständig lebenden Kugelfischartigen. Lediglich der Mondfisch (Mola mola) stößt auf seinen Wanderungen manchmal bis in die westliche Ostsee vor.
Unter den Kugelfischen gibt es Arten, die in den Flussmündungen im Brackwasser leben; im tropischen Südamerika, in Afrika, Indien und Südostasien kommen auch 14 reine Süßwasserformen vor.

## Lebensweise

### Sozialverhalten
Kugelfischartige sind meistens Einzelgänger und oft sehr aggressiv gegenüber Artgenossen. Einige Drückerfische und Feilenfische leben paarweise. Spitzkopfkugelfische schließen sich oft zeitweise zu Schwärmen von bis zu hundert Tieren zusammen.
Kugelfischartige können durch Zähneknirschen oder durch Vibrieren der Schwimmblase mit Hilfe spezieller Muskeln Töne erzeugen.

### Ernährung

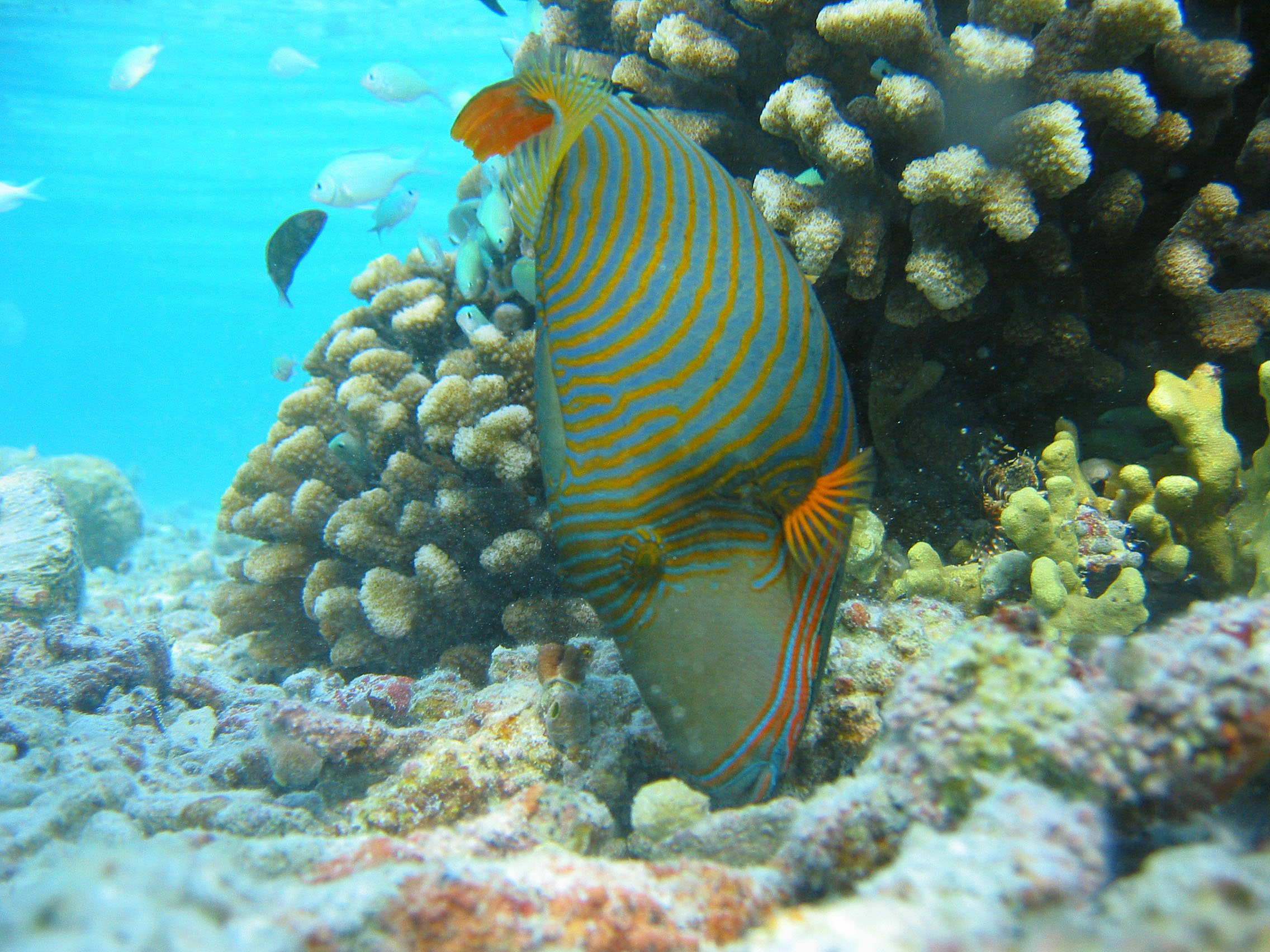
Fressender Orangestreifen-Drückerfisch (Balistapus undulatus)

Kugelfischartige ernähren sich von einer Vielzahl wirbelloser Tiere. Kugelfische, Kofferfische und Drückerfische fressen meist hartschalige bodenbewohnende Tiere wie Krebse, Seeigel, Schnecken und Muscheln. Einige Drückerfische jagen hauptsächlich Zooplankton. Arten wie die Palettenstachler, die sich ausschließlich von den Polypen der Steinkorallen-Gattung Acropora ernähren, sind Nahrungsspezialisten. Spitzkopfkugelfische nehmen auch viel pflanzliche Nahrung zu sich. Die im offenen Ozean lebenden Mondfische ernähren sich von gallertartigen größeren planktonischen Organismen wie Quallen und Salpen.

### Verteidigung

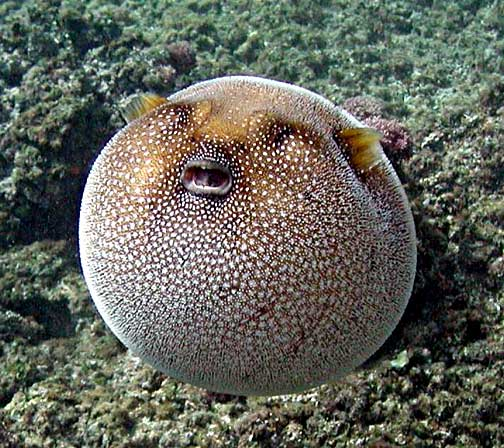
Aufgeblasener Perlhuhn-Kugelfisch (Arothron meleagris)

Zur Verteidigung, aber auch zum Imponieren und Drohen, vergrößern Kugelfische und Igelfische ihren Körper durch das Aufnehmen von Wasser in eine Aussackung ihres Magens. Sie können sich so kugelförmig aufblähen. Bei den Igelfischen werden dabei die scharfen Stacheln aufrecht fixiert. Die Drückerfische, Feilenfische, Dreistachler und Spitzkopfkugelfische vergrößern ihren Körper durch Ausdehnung eines Hautlappens am Bauch.
Kugelfische, Igelfische, Mondfische und Kofferfische lagern das Nervengift Tetrodotoxin in ihre Haut und ihre inneren Organe, vor allem in die Leber und die Gonaden ein, das sie für Beutegreifer ungenießbar macht. Kofferfische werden zusätzlich durch Pahutoxin geschützt, das sie bei Gefahr aktiv ausstoßen können.

## Fortpflanzung und Entwicklung
Die meisten Kugelfischartigen sind Freilaicher, die ihre Eier und Spermien bei der Paarung einfach in das offene Wasser oder, bei Süßwasserbewohnern, zwischen Wasserpflanzen ausstoßen. Einige Kugelfische laichen wie Riffbarsche auf vorher gesäuberte Steine (Substratlaicher). Viele Drückerfischarten graben große Gruben in den Bodengrund, in denen sie laichen. Die Jungen werden nach dem Schlupf noch einige Zeit von den Eltern bewacht, bis der Dottersack aufgezehrt ist.

## Äußere Systematik
Die Kugelfischartigen gehören innerhalb der Echten Knochenfische (Teleostei) zu den Stachelflossern (Acanthopterygii) und dort zu der großen Gruppe der Barschverwandten (Percomorpha). Aufgrund des komplexen Merkmals der zusammengewachsenen Kieferknochen sowie der weiteren kennzeichnenden Merkmale (Apomorphien) ist die Monophylie des Taxons unbestritten.

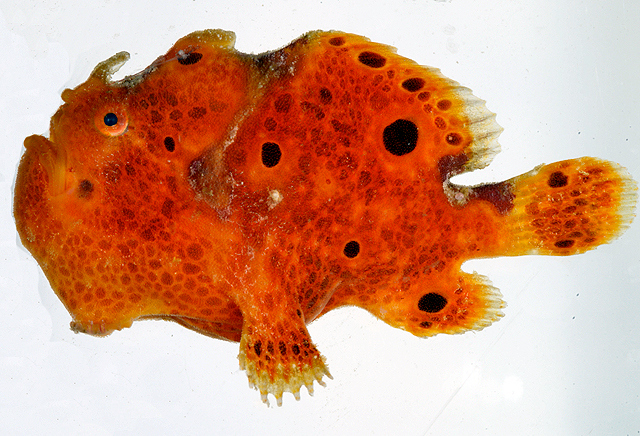
Armflosser wie der Vielfleck-Anglerfisch (Antennarius multiocellatus) sind die nächsten Verwandten der Kugelfischartigen

Die benthischen oder bathypelagischen Armflosser (Lophiiformes), eine Fischgruppe, die wie die Kugelfischartigen in ihrem äußeren Erscheinungsbild stark von der üblichen, stromlinienförmigen Fischgestalt abweicht, sind die Schwestergruppe der Kugelfischartigen. Die Schwestergruppe der von beiden gebildeten Klade sind die Eberfische (Caproidae), die heute in die Ordnung der Doktorfischartigen (Acanthuriformes) gestellt werden. Da die Acanthuriformes dadurch zu einem paraphyletischen Taxon werden, werden Armflosser und Kugelfischartige in einigen Anfang der 2020er Jahre erschienenen Publikationen als Unterordnungen ebenfalls den Acanthuriformes zugerechnet.
Eine Gruppe französischer Ichthyologen fanden 2013 morphologische Hinweise für die nahe Verwandtschaft der Kugelfischartigen mit den Armflossern in der Weichteilanatomie der zwei Gruppen. Dazu gehören: ein verkürztes Rückenmark, kleine Kiemenöffnungen, abgerundete und relativ weit vorn liegende Nieren, eine kompakte Schilddrüse und eine asymmetrische Leber.

## Innere Systematik

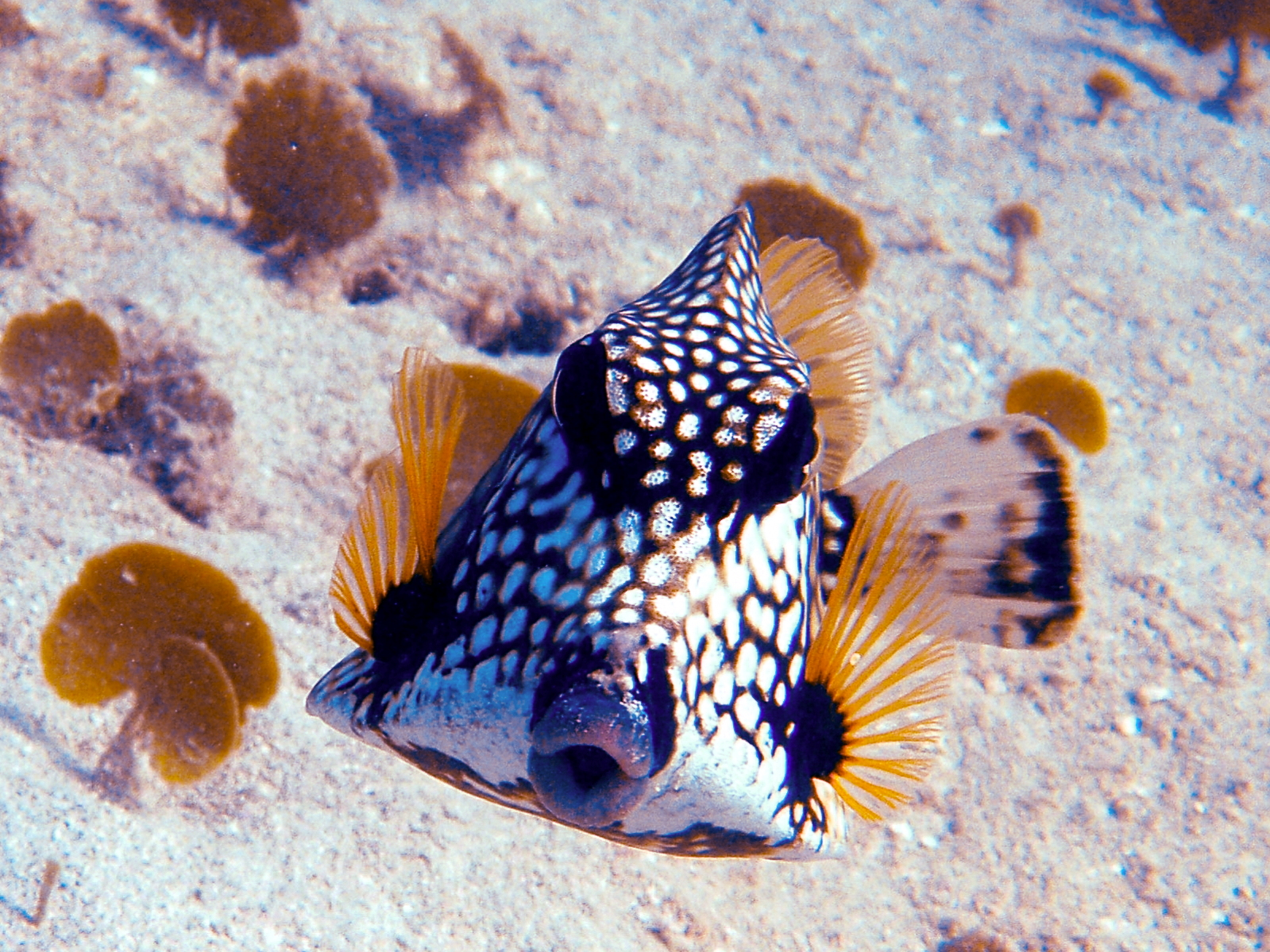
Perlen-Kofferfisch
(Lactophrys triqueter)

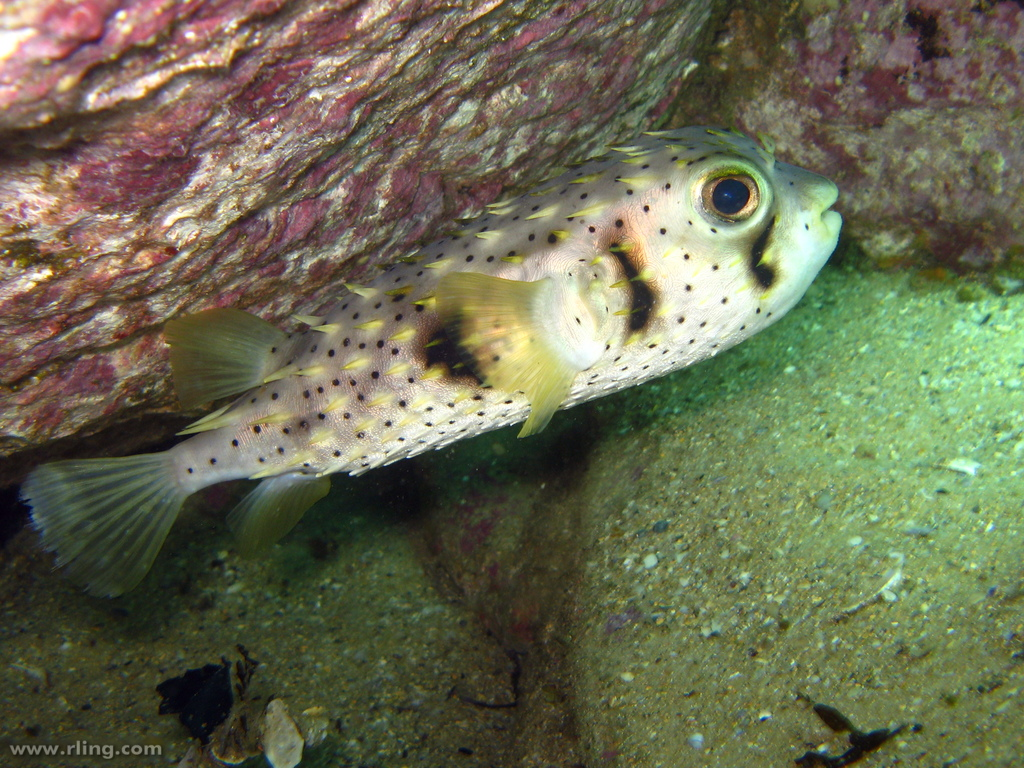
Igelfisch
(Triodon macropterus)

Die Kugelfischartigen werden in zehn rezente Familien unterteilt, die sechs Unterordnungen zugeteilt werden können.
Die wahrscheinlichen Verwandtschaftsverhältnisse innerhalb der Kugelfischartigen zeigt folgendes Kladogramm:
|  | † Cretatricanthidae                                                      |
|  |                                                                          |
|  | \| \| † Protricanthidae \| \| \| \| \| \| † Plectocretacidae \| \| \| \| |
|  |                                                                          |
|  | † Protricanthidae                                                        |
|  |                                                                          |
|  | † Plectocretacidae                                                       |
|  |                                                                          |

|  | † Protricanthidae  |
|  |                    |
|  | † Plectocretacidae |
|  |                    |

|                | † Moclaybalistidae                                                                            |
|                |                                                                                               |
| Triacanthoidei | \| \| Hornfische (Triacanthodidae) \| \| \| \| \| \| Dreistachler (Triacanthidae) \| \| \| \| |
|                | \| \| Hornfische (Triacanthodidae) \| \| \| \| \| \| Dreistachler (Triacanthidae) \| \| \| \| |
|                | Hornfische (Triacanthodidae)                                                                  |
|                |                                                                                               |
|                | Dreistachler (Triacanthidae)                                                                  |
|                |                                                                                               |

|  | Hornfische (Triacanthodidae) |
|  |                              |
|  | Dreistachler (Triacanthidae) |
|  |                              |

|  | † Bolcabalistidae |
|  |                   |
|  | † Eospinidae      |
|  |                   |

|  | Drückerfische (Balistidae)   |
|  |                              |
|  | Feilenfische (Monacanthidae) |
|  |                              |

|  | † Bolcabalistidae |
|  |                   |
|  | † Eospinidae      |
|  |                   |

|  | Drückerfische (Balistidae)   |
|  |                              |
|  | Feilenfische (Monacanthidae) |
|  |                              |

|                | † Moclaybalistidae                                                                            |
|                |                                                                                               |
| Triacanthoidei | \| \| Hornfische (Triacanthodidae) \| \| \| \| \| \| Dreistachler (Triacanthidae) \| \| \| \| |
|                | \| \| Hornfische (Triacanthodidae) \| \| \| \| \| \| Dreistachler (Triacanthidae) \| \| \| \| |
|                | Hornfische (Triacanthodidae)                                                                  |
|                |                                                                                               |
|                | Dreistachler (Triacanthidae)                                                                  |
|                |                                                                                               |

|  | Hornfische (Triacanthodidae) |
|  |                              |
|  | Dreistachler (Triacanthidae) |
|  |                              |

|  | † Bolcabalistidae |
|  |                   |
|  | † Eospinidae      |
|  |                   |

|  | Drückerfische (Balistidae)   |
|  |                              |
|  | Feilenfische (Monacanthidae) |
|  |                              |

|  | † Bolcabalistidae |
|  |                   |
|  | † Eospinidae      |
|  |                   |

|  | Drückerfische (Balistidae)   |
|  |                              |
|  | Feilenfische (Monacanthidae) |
|  |                              |

|  | † Protobalistidae |
|  |                   |
|  | † Spinacanthidae  |
|  |                   |

|  | Aracanidae                 |
|  |                            |
|  | Kofferfische (Ostraciidae) |
|  |                            |

|  | † Protobalistidae |
|  |                   |
|  | † Spinacanthidae  |
|  |                   |

|  | Aracanidae                 |
|  |                            |
|  | Kofferfische (Ostraciidae) |
|  |                            |

|  | † Eoplectidae                      |
|  |                                    |
|  | Dreizahn-Kugelfisch (Triodontidae) |

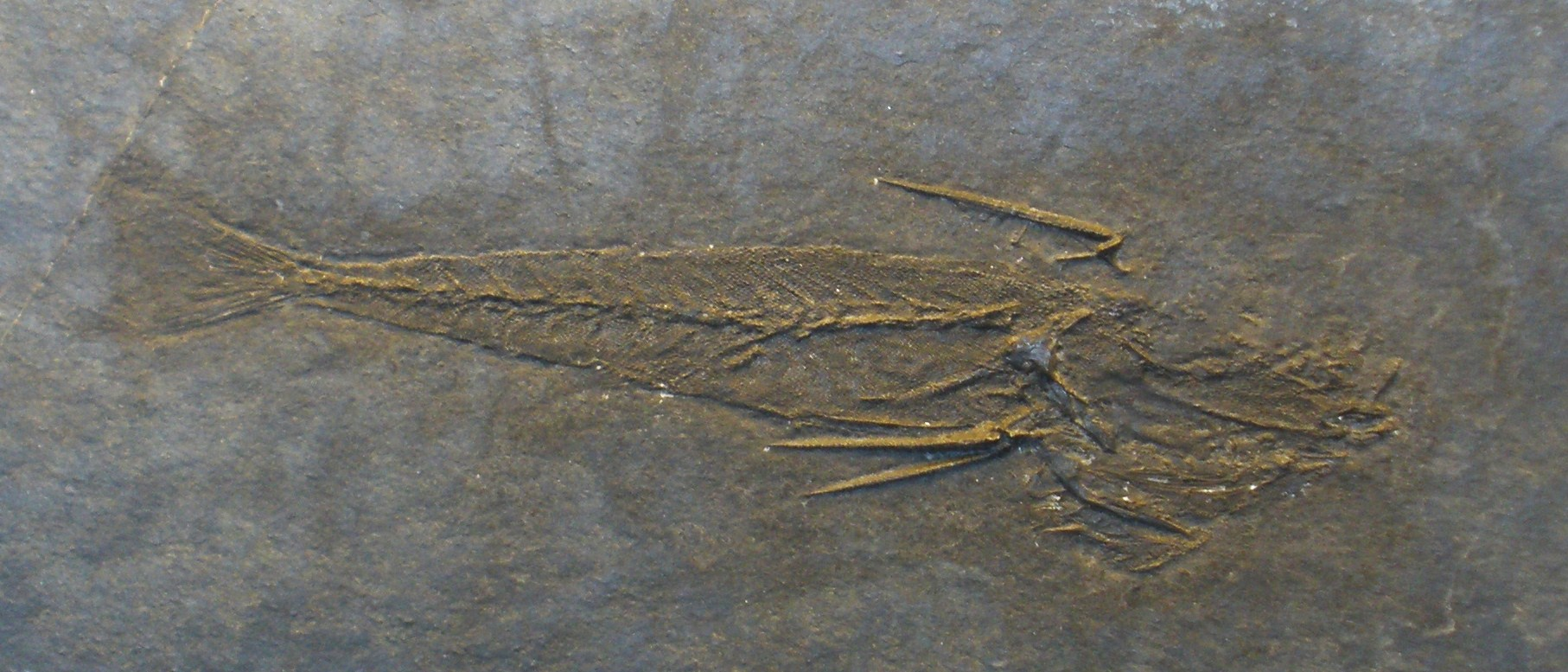
Fossil von Acanthopleurus serratus, einem ausgestorbenen Dreistachler

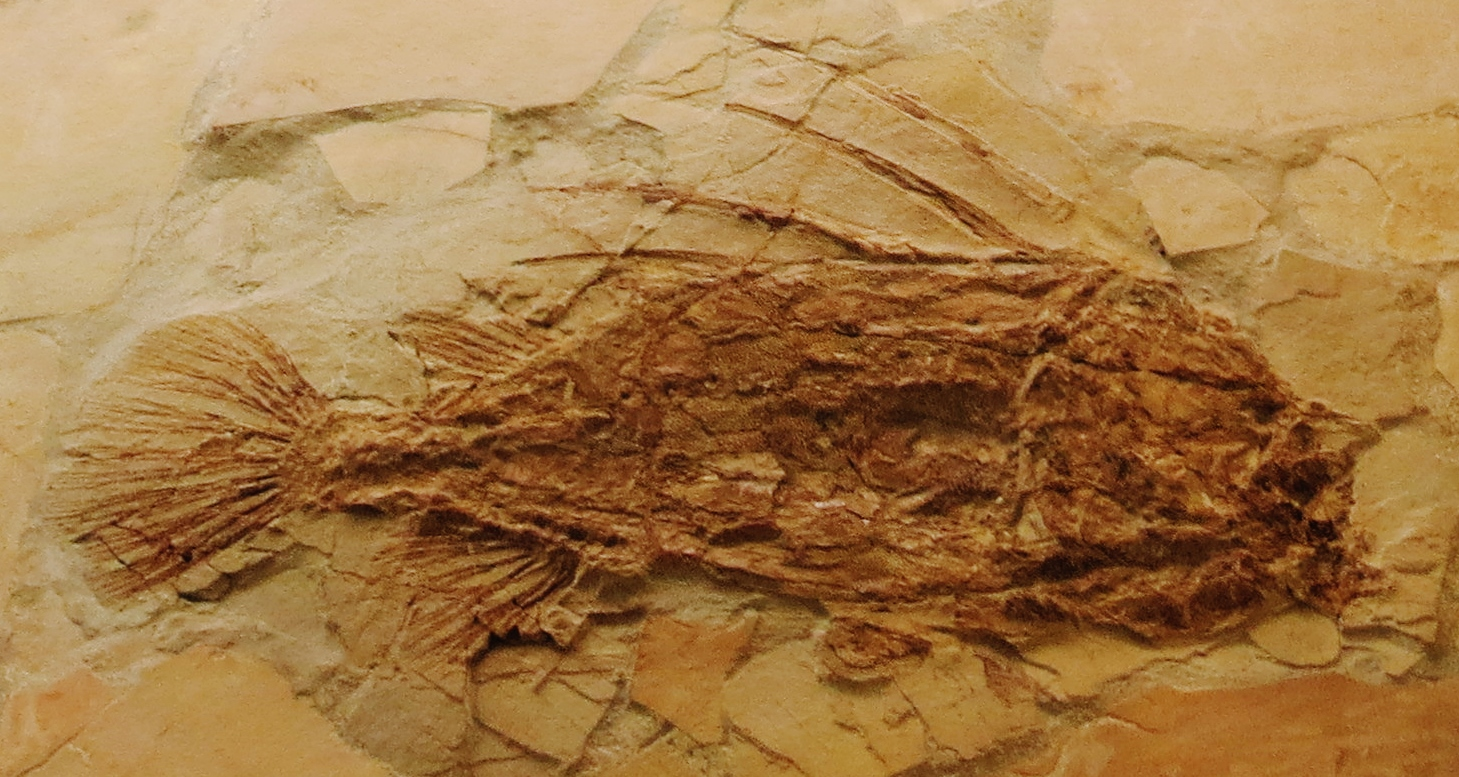
Fossil von Protobalistium imperiale

|  |                                    |

| Moloidei        | Mondfische (Molidae)                                                                      |
|                 | Mondfische (Molidae)                                                                      |
| Tetraodontoidei | \| \| Igelfische (Diodontidae) \| \| \| \| \| \| Kugelfische (Tetraodontidae) \| \| \| \| |
|                 | \| \| Igelfische (Diodontidae) \| \| \| \| \| \| Kugelfische (Tetraodontidae) \| \| \| \| |
|                 | Igelfische (Diodontidae)                                                                  |
|                 |                                                                                           |
|                 | Kugelfische (Tetraodontidae)                                                              |
|                 |                                                                                           |

|  | Igelfische (Diodontidae)     |
|  |                              |
|  | Kugelfische (Tetraodontidae) |
|  |                              |

|  | † Eoplectidae                      |
|  |                                    |
|  | Dreizahn-Kugelfisch (Triodontidae) |
|  |                                    |

| Moloidei        | Mondfische (Molidae)                                                                      |
|                 | Mondfische (Molidae)                                                                      |
| Tetraodontoidei | \| \| Igelfische (Diodontidae) \| \| \| \| \| \| Kugelfische (Tetraodontidae) \| \| \| \| |
|                 | \| \| Igelfische (Diodontidae) \| \| \| \| \| \| Kugelfische (Tetraodontidae) \| \| \| \| |
|                 | Igelfische (Diodontidae)                                                                  |
|                 |                                                                                           |
|                 | Kugelfische (Tetraodontidae)                                                              |
|                 |                                                                                           |

|  | Igelfische (Diodontidae)     |
|  |                              |
|  | Kugelfische (Tetraodontidae) |
|  |                              |

|  | † Protobalistidae |
|  |                   |
|  | † Spinacanthidae  |
|  |                   |

|  | Aracanidae                 |
|  |                            |
|  | Kofferfische (Ostraciidae) |
|  |                            |

|  | † Protobalistidae |
|  |                   |
|  | † Spinacanthidae  |
|  |                   |

|  | Aracanidae                 |
|  |                            |
|  | Kofferfische (Ostraciidae) |
|  |                            |

|  | † Eoplectidae                      |
|  |                                    |
|  | Dreizahn-Kugelfisch (Triodontidae) |
|  |                                    |

| Moloidei        | Mondfische (Molidae)                                                                      |
|                 | Mondfische (Molidae)                                                                      |
| Tetraodontoidei | \| \| Igelfische (Diodontidae) \| \| \| \| \| \| Kugelfische (Tetraodontidae) \| \| \| \| |
|                 | \| \| Igelfische (Diodontidae) \| \| \| \| \| \| Kugelfische (Tetraodontidae) \| \| \| \| |
|                 | Igelfische (Diodontidae)                                                                  |
|                 |                                                                                           |
|                 | Kugelfische (Tetraodontidae)                                                              |
|                 |                                                                                           |

|  | Igelfische (Diodontidae)     |
|  |                              |
|  | Kugelfische (Tetraodontidae) |
|  |                              |

|  | † Eoplectidae                      |
|  |                                    |
|  | Dreizahn-Kugelfisch (Triodontidae) |
|  |                                    |

| Moloidei        | Mondfische (Molidae)                                                                      |
|                 | Mondfische (Molidae)                                                                      |
| Tetraodontoidei | \| \| Igelfische (Diodontidae) \| \| \| \| \| \| Kugelfische (Tetraodontidae) \| \| \| \| |
|                 | \| \| Igelfische (Diodontidae) \| \| \| \| \| \| Kugelfische (Tetraodontidae) \| \| \| \| |
|                 | Igelfische (Diodontidae)                                                                  |
|                 |                                                                                           |
|                 | Kugelfische (Tetraodontidae)                                                              |
|                 |                                                                                           |

|  | Igelfische (Diodontidae)     |
|  |                              |
|  | Kugelfische (Tetraodontidae) |
|  |                              |

|                | † Moclaybalistidae                                                                            |
|                |                                                                                               |
| Triacanthoidei | \| \| Hornfische (Triacanthodidae) \| \| \| \| \| \| Dreistachler (Triacanthidae) \| \| \| \| |
|                | \| \| Hornfische (Triacanthodidae) \| \| \| \| \| \| Dreistachler (Triacanthidae) \| \| \| \| |
|                | Hornfische (Triacanthodidae)                                                                  |
|                |                                                                                               |
|                | Dreistachler (Triacanthidae)                                                                  |
|                |                                                                                               |

|  | Hornfische (Triacanthodidae) |
|  |                              |
|  | Dreistachler (Triacanthidae) |
|  |                              |

|  | † Bolcabalistidae |
|  |                   |
|  | † Eospinidae      |
|  |                   |

|  | Drückerfische (Balistidae)   |
|  |                              |
|  | Feilenfische (Monacanthidae) |
|  |                              |

|  | † Bolcabalistidae |
|  |                   |
|  | † Eospinidae      |
|  |                   |

|  | Drückerfische (Balistidae)   |
|  |                              |
|  | Feilenfische (Monacanthidae) |
|  |                              |

|                | † Moclaybalistidae                                                                            |
|                |                                                                                               |
| Triacanthoidei | \| \| Hornfische (Triacanthodidae) \| \| \| \| \| \| Dreistachler (Triacanthidae) \| \| \| \| |
|                | \| \| Hornfische (Triacanthodidae) \| \| \| \| \| \| Dreistachler (Triacanthidae) \| \| \| \| |
|                | Hornfische (Triacanthodidae)                                                                  |
|                |                                                                                               |
|                | Dreistachler (Triacanthidae)                                                                  |
|                |                                                                                               |

|  | Hornfische (Triacanthodidae) |
|  |                              |
|  | Dreistachler (Triacanthidae) |
|  |                              |

|  | † Bolcabalistidae |
|  |                   |
|  | † Eospinidae      |
|  |                   |

|  | Drückerfische (Balistidae)   |
|  |                              |
|  | Feilenfische (Monacanthidae) |
|  |                              |

|  | † Bolcabalistidae |
|  |                   |
|  | † Eospinidae      |
|  |                   |

|  | Drückerfische (Balistidae)   |
|  |                              |
|  | Feilenfische (Monacanthidae) |
|  |                              |

|  | † Protobalistidae |
|  |                   |
|  | † Spinacanthidae  |
|  |                   |

|  | Aracanidae                 |
|  |                            |
|  | Kofferfische (Ostraciidae) |
|  |                            |

|  | † Protobalistidae |
|  |                   |
|  | † Spinacanthidae  |
|  |                   |

|  | Aracanidae                 |
|  |                            |
|  | Kofferfische (Ostraciidae) |
|  |                            |

|  | † Eoplectidae                      |
|  |                                    |
|  | Dreizahn-Kugelfisch (Triodontidae) |
|  |                                    |

| Moloidei        | Mondfische (Molidae)                                                                      |
|                 | Mondfische (Molidae)                                                                      |
| Tetraodontoidei | \| \| Igelfische (Diodontidae) \| \| \| \| \| \| Kugelfische (Tetraodontidae) \| \| \| \| |
|                 | \| \| Igelfische (Diodontidae) \| \| \| \| \| \| Kugelfische (Tetraodontidae) \| \| \| \| |
|                 | Igelfische (Diodontidae)                                                                  |
|                 |                                                                                           |
|                 | Kugelfische (Tetraodontidae)                                                              |
|                 |                                                                                           |

|  | Igelfische (Diodontidae)     |
|  |                              |
|  | Kugelfische (Tetraodontidae) |
|  |                              |

|  | † Eoplectidae                      |
|  |                                    |
|  | Dreizahn-Kugelfisch (Triodontidae) |
|  |                                    |

| Moloidei        | Mondfische (Molidae)                                                                      |
|                 | Mondfische (Molidae)                                                                      |
| Tetraodontoidei | \| \| Igelfische (Diodontidae) \| \| \| \| \| \| Kugelfische (Tetraodontidae) \| \| \| \| |
|                 | \| \| Igelfische (Diodontidae) \| \| \| \| \| \| Kugelfische (Tetraodontidae) \| \| \| \| |
|                 | Igelfische (Diodontidae)                                                                  |
|                 |                                                                                           |
|                 | Kugelfische (Tetraodontidae)                                                              |
|                 |                                                                                           |

|  | Igelfische (Diodontidae)     |
|  |                              |
|  | Kugelfische (Tetraodontidae) |
|  |                              |

|  | † Protobalistidae |
|  |                   |
|  | † Spinacanthidae  |
|  |                   |

|  | Aracanidae                 |
|  |                            |
|  | Kofferfische (Ostraciidae) |
|  |                            |

|  | † Protobalistidae |
|  |                   |
|  | † Spinacanthidae  |
|  |                   |

|  | Aracanidae                 |
|  |                            |
|  | Kofferfische (Ostraciidae) |
|  |                            |

|  | † Eoplectidae                      |
|  |                                    |
|  | Dreizahn-Kugelfisch (Triodontidae) |
|  |                                    |

| Moloidei        | Mondfische (Molidae)                                                                      |
|                 | Mondfische (Molidae)                                                                      |
| Tetraodontoidei | \| \| Igelfische (Diodontidae) \| \| \| \| \| \| Kugelfische (Tetraodontidae) \| \| \| \| |
|                 | \| \| Igelfische (Diodontidae) \| \| \| \| \| \| Kugelfische (Tetraodontidae) \| \| \| \| |
|                 | Igelfische (Diodontidae)                                                                  |
|                 |                                                                                           |
|                 | Kugelfische (Tetraodontidae)                                                              |
|                 |                                                                                           |

|  | Igelfische (Diodontidae)     |
|  |                              |
|  | Kugelfische (Tetraodontidae) |
|  |                              |

|  | † Eoplectidae                      |
|  |                                    |
|  | Dreizahn-Kugelfisch (Triodontidae) |
|  |                                    |

| Moloidei        | Mondfische (Molidae)                                                                      |
|                 | Mondfische (Molidae)                                                                      |
| Tetraodontoidei | \| \| Igelfische (Diodontidae) \| \| \| \| \| \| Kugelfische (Tetraodontidae) \| \| \| \| |
|                 | \| \| Igelfische (Diodontidae) \| \| \| \| \| \| Kugelfische (Tetraodontidae) \| \| \| \| |
|                 | Igelfische (Diodontidae)                                                                  |
|                 |                                                                                           |
|                 | Kugelfische (Tetraodontidae)                                                              |
|                 |                                                                                           |

|  | Igelfische (Diodontidae)     |
|  |                              |
|  | Kugelfische (Tetraodontidae) |
|  |                              |

|  | † Cretatricanthidae                                                      |
|  |                                                                          |
|  | \| \| † Protricanthidae \| \| \| \| \| \| † Plectocretacidae \| \| \| \| |
|  |                                                                          |
|  | † Protricanthidae                                                        |
|  |                                                                          |
|  | † Plectocretacidae                                                       |
|  |                                                                          |

|  | † Protricanthidae  |
|  |                    |
|  | † Plectocretacidae |
|  |                    |

|                | † Moclaybalistidae                                                                            |
|                |                                                                                               |
| Triacanthoidei | \| \| Hornfische (Triacanthodidae) \| \| \| \| \| \| Dreistachler (Triacanthidae) \| \| \| \| |
|                | \| \| Hornfische (Triacanthodidae) \| \| \| \| \| \| Dreistachler (Triacanthidae) \| \| \| \| |
|                | Hornfische (Triacanthodidae)                                                                  |
|                |                                                                                               |
|                | Dreistachler (Triacanthidae)                                                                  |
|                |                                                                                               |

|  | Hornfische (Triacanthodidae) |
|  |                              |
|  | Dreistachler (Triacanthidae) |
|  |                              |

|  | † Bolcabalistidae |
|  |                   |
|  | † Eospinidae      |
|  |                   |

|  | Drückerfische (Balistidae)   |
|  |                              |
|  | Feilenfische (Monacanthidae) |
|  |                              |

|  | † Bolcabalistidae |
|  |                   |
|  | † Eospinidae      |
|  |                   |

|  | Drückerfische (Balistidae)   |
|  |                              |
|  | Feilenfische (Monacanthidae) |
|  |                              |

|                | † Moclaybalistidae                                                                            |
|                |                                                                                               |
| Triacanthoidei | \| \| Hornfische (Triacanthodidae) \| \| \| \| \| \| Dreistachler (Triacanthidae) \| \| \| \| |
|                | \| \| Hornfische (Triacanthodidae) \| \| \| \| \| \| Dreistachler (Triacanthidae) \| \| \| \| |
|                | Hornfische (Triacanthodidae)                                                                  |
|                |                                                                                               |
|                | Dreistachler (Triacanthidae)                                                                  |
|                |                                                                                               |

|  | Hornfische (Triacanthodidae) |
|  |                              |
|  | Dreistachler (Triacanthidae) |
|  |                              |

|  | † Bolcabalistidae |
|  |                   |
|  | † Eospinidae      |
|  |                   |

|  | Drückerfische (Balistidae)   |
|  |                              |
|  | Feilenfische (Monacanthidae) |
|  |                              |

|  | † Bolcabalistidae |
|  |                   |
|  | † Eospinidae      |
|  |                   |

|  | Drückerfische (Balistidae)   |
|  |                              |
|  | Feilenfische (Monacanthidae) |
|  |                              |

|  | † Protobalistidae |
|  |                   |
|  | † Spinacanthidae  |
|  |                   |

|  | Aracanidae                 |
|  |                            |
|  | Kofferfische (Ostraciidae) |
|  |                            |

|  | † Protobalistidae |
|  |                   |
|  | † Spinacanthidae  |
|  |                   |

|  | Aracanidae                 |
|  |                            |
|  | Kofferfische (Ostraciidae) |
|  |                            |

|  | † Eoplectidae                      |
|  |                                    |
|  | Dreizahn-Kugelfisch (Triodontidae) |
|  |                                    |

| Moloidei        | Mondfische (Molidae)                                                                      |
|                 | Mondfische (Molidae)                                                                      |
| Tetraodontoidei | \| \| Igelfische (Diodontidae) \| \| \| \| \| \| Kugelfische (Tetraodontidae) \| \| \| \| |
|                 | \| \| Igelfische (Diodontidae) \| \| \| \| \| \| Kugelfische (Tetraodontidae) \| \| \| \| |
|                 | Igelfische (Diodontidae)                                                                  |
|                 |                                                                                           |
|                 | Kugelfische (Tetraodontidae)                                                              |
|                 |                                                                                           |

|  | Igelfische (Diodontidae)     |
|  |                              |
|  | Kugelfische (Tetraodontidae) |
|  |                              |

|  | † Eoplectidae                      |
|  |                                    |
|  | Dreizahn-Kugelfisch (Triodontidae) |
|  |                                    |

| Moloidei        | Mondfische (Molidae)                                                                      |
|                 | Mondfische (Molidae)                                                                      |
| Tetraodontoidei | \| \| Igelfische (Diodontidae) \| \| \| \| \| \| Kugelfische (Tetraodontidae) \| \| \| \| |
|                 | \| \| Igelfische (Diodontidae) \| \| \| \| \| \| Kugelfische (Tetraodontidae) \| \| \| \| |
|                 | Igelfische (Diodontidae)                                                                  |
|                 |                                                                                           |
|                 | Kugelfische (Tetraodontidae)                                                              |
|                 |                                                                                           |

|  | Igelfische (Diodontidae)     |
|  |                              |
|  | Kugelfische (Tetraodontidae) |
|  |                              |

|  | † Protobalistidae |
|  |                   |
|  | † Spinacanthidae  |
|  |                   |

|  | Aracanidae                 |
|  |                            |
|  | Kofferfische (Ostraciidae) |
|  |                            |

|  | † Protobalistidae |
|  |                   |
|  | † Spinacanthidae  |
|  |                   |

|  | Aracanidae                 |
|  |                            |
|  | Kofferfische (Ostraciidae) |
|  |                            |

|  | † Eoplectidae                      |
|  |                                    |
|  | Dreizahn-Kugelfisch (Triodontidae) |
|  |                                    |

| Moloidei        | Mondfische (Molidae)                                                                      |
|                 | Mondfische (Molidae)                                                                      |
| Tetraodontoidei | \| \| Igelfische (Diodontidae) \| \| \| \| \| \| Kugelfische (Tetraodontidae) \| \| \| \| |
|                 | \| \| Igelfische (Diodontidae) \| \| \| \| \| \| Kugelfische (Tetraodontidae) \| \| \| \| |
|                 | Igelfische (Diodontidae)                                                                  |
|                 |                                                                                           |
|                 | Kugelfische (Tetraodontidae)                                                              |
|                 |                                                                                           |

|  | Igelfische (Diodontidae)     |
|  |                              |
|  | Kugelfische (Tetraodontidae) |
|  |                              |

|  | † Eoplectidae                      |
|  |                                    |
|  | Dreizahn-Kugelfisch (Triodontidae) |
|  |                                    |

| Moloidei        | Mondfische (Molidae)                                                                      |
|                 | Mondfische (Molidae)                                                                      |
| Tetraodontoidei | \| \| Igelfische (Diodontidae) \| \| \| \| \| \| Kugelfische (Tetraodontidae) \| \| \| \| |
|                 | \| \| Igelfische (Diodontidae) \| \| \| \| \| \| Kugelfische (Tetraodontidae) \| \| \| \| |
|                 | Igelfische (Diodontidae)                                                                  |
|                 |                                                                                           |
|                 | Kugelfische (Tetraodontidae)                                                              |
|                 |                                                                                           |

|  | Igelfische (Diodontidae)     |
|  |                              |
|  | Kugelfische (Tetraodontidae) |
|  |                              |

|                | † Moclaybalistidae                                                                            |
|                |                                                                                               |
| Triacanthoidei | \| \| Hornfische (Triacanthodidae) \| \| \| \| \| \| Dreistachler (Triacanthidae) \| \| \| \| |
|                | \| \| Hornfische (Triacanthodidae) \| \| \| \| \| \| Dreistachler (Triacanthidae) \| \| \| \| |
|                | Hornfische (Triacanthodidae)                                                                  |
|                |                                                                                               |
|                | Dreistachler (Triacanthidae)                                                                  |
|                |                                                                                               |

|  | Hornfische (Triacanthodidae) |
|  |                              |
|  | Dreistachler (Triacanthidae) |
|  |                              |

|  | † Bolcabalistidae |
|  |                   |
|  | † Eospinidae      |
|  |                   |

|  | Drückerfische (Balistidae)   |
|  |                              |
|  | Feilenfische (Monacanthidae) |
|  |                              |

|  | † Bolcabalistidae |
|  |                   |
|  | † Eospinidae      |
|  |                   |

|  | Drückerfische (Balistidae)   |
|  |                              |
|  | Feilenfische (Monacanthidae) |
|  |                              |

|                | † Moclaybalistidae                                                                            |
|                |                                                                                               |
| Triacanthoidei | \| \| Hornfische (Triacanthodidae) \| \| \| \| \| \| Dreistachler (Triacanthidae) \| \| \| \| |
|                | \| \| Hornfische (Triacanthodidae) \| \| \| \| \| \| Dreistachler (Triacanthidae) \| \| \| \| |
|                | Hornfische (Triacanthodidae)                                                                  |
|                |                                                                                               |
|                | Dreistachler (Triacanthidae)                                                                  |
|                |                                                                                               |

|  | Hornfische (Triacanthodidae) |
|  |                              |
|  | Dreistachler (Triacanthidae) |
|  |                              |

|  | † Bolcabalistidae |
|  |                   |
|  | † Eospinidae      |
|  |                   |

|  | Drückerfische (Balistidae)   |
|  |                              |
|  | Feilenfische (Monacanthidae) |
|  |                              |

|  | † Bolcabalistidae |
|  |                   |
|  | † Eospinidae      |
|  |                   |

|  | Drückerfische (Balistidae)   |
|  |                              |
|  | Feilenfische (Monacanthidae) |
|  |                              |

|  | † Protobalistidae |
|  |                   |
|  | † Spinacanthidae  |
|  |                   |

|  | Aracanidae                 |
|  |                            |
|  | Kofferfische (Ostraciidae) |
|  |                            |

|  | † Protobalistidae |
|  |                   |
|  | † Spinacanthidae  |
|  |                   |

|  | Aracanidae                 |
|  |                            |
|  | Kofferfische (Ostraciidae) |
|  |                            |

|  | † Eoplectidae                      |
|  |                                    |
|  | Dreizahn-Kugelfisch (Triodontidae) |
|  |                                    |

| Moloidei        | Mondfische (Molidae)                                                                      |
|                 | Mondfische (Molidae)                                                                      |
| Tetraodontoidei | \| \| Igelfische (Diodontidae) \| \| \| \| \| \| Kugelfische (Tetraodontidae) \| \| \| \| |
|                 | \| \| Igelfische (Diodontidae) \| \| \| \| \| \| Kugelfische (Tetraodontidae) \| \| \| \| |
|                 | Igelfische (Diodontidae)                                                                  |
|                 |                                                                                           |
|                 | Kugelfische (Tetraodontidae)                                                              |
|                 |                                                                                           |

|  | Igelfische (Diodontidae)     |
|  |                              |
|  | Kugelfische (Tetraodontidae) |
|  |                              |

|  | † Eoplectidae                      |
|  |                                    |
|  | Dreizahn-Kugelfisch (Triodontidae) |
|  |                                    |

| Moloidei        | Mondfische (Molidae)                                                                      |
|                 | Mondfische (Molidae)                                                                      |
| Tetraodontoidei | \| \| Igelfische (Diodontidae) \| \| \| \| \| \| Kugelfische (Tetraodontidae) \| \| \| \| |
|                 | \| \| Igelfische (Diodontidae) \| \| \| \| \| \| Kugelfische (Tetraodontidae) \| \| \| \| |
|                 | Igelfische (Diodontidae)                                                                  |
|                 |                                                                                           |
|                 | Kugelfische (Tetraodontidae)                                                              |
|                 |                                                                                           |

|  | Igelfische (Diodontidae)     |
|  |                              |
|  | Kugelfische (Tetraodontidae) |
|  |                              |

|  | † Protobalistidae |
|  |                   |
|  | † Spinacanthidae  |
|  |                   |

|  | Aracanidae                 |
|  |                            |
|  | Kofferfische (Ostraciidae) |
|  |                            |

|  | † Protobalistidae |
|  |                   |
|  | † Spinacanthidae  |
|  |                   |

|  | Aracanidae                 |
|  |                            |
|  | Kofferfische (Ostraciidae) |
|  |                            |

|  | † Eoplectidae                      |
|  |                                    |
|  | Dreizahn-Kugelfisch (Triodontidae) |
|  |                                    |

| Moloidei        | Mondfische (Molidae)                                                                      |
|                 | Mondfische (Molidae)                                                                      |
| Tetraodontoidei | \| \| Igelfische (Diodontidae) \| \| \| \| \| \| Kugelfische (Tetraodontidae) \| \| \| \| |
|                 | \| \| Igelfische (Diodontidae) \| \| \| \| \| \| Kugelfische (Tetraodontidae) \| \| \| \| |
|                 | Igelfische (Diodontidae)                                                                  |
|                 |                                                                                           |
|                 | Kugelfische (Tetraodontidae)                                                              |
|                 |                                                                                           |

|  | Igelfische (Diodontidae)     |
|  |                              |
|  | Kugelfische (Tetraodontidae) |
|  |                              |

|  | † Eoplectidae                      |
|  |                                    |
|  | Dreizahn-Kugelfisch (Triodontidae) |
|  |                                    |

| Moloidei        | Mondfische (Molidae)                                                                      |
|                 | Mondfische (Molidae)                                                                      |
| Tetraodontoidei | \| \| Igelfische (Diodontidae) \| \| \| \| \| \| Kugelfische (Tetraodontidae) \| \| \| \| |
|                 | \| \| Igelfische (Diodontidae) \| \| \| \| \| \| Kugelfische (Tetraodontidae) \| \| \| \| |
|                 | Igelfische (Diodontidae)                                                                  |
|                 |                                                                                           |
|                 | Kugelfische (Tetraodontidae)                                                              |
|                 |                                                                                           |

|  | Igelfische (Diodontidae)     |
|  |                              |
|  | Kugelfische (Tetraodontidae) |
|  |                              |

## Fossilbefund
Der älteste bekannte Kugelfischartige ist Plectocretacicus clarae aus der oberen Kreide des Libanon, er ähnelt bereits den heutigen Kofferfischen. Aus dem unteren Oligozän des Nordkaukasus stammt Oligobalistes robustus, ein Drückerfisch. Die wichtigste Fundstätte ist die norditalienische Monte-Bolca-Formation, die im Eozän aus Ablagerungen der Tethys entstand. Sie ermöglichte die Beschreibung zahlreicher Arten fossiler Kugelfischartiger, darunter Spinacanthus imperialis aus der Stammlinie der Drückerfischartigen (Balistoidea), der Dreistachler Protacanthodes ombonii, Eolactoria sorbinii und Proaracana dubia (Aracanidae), Eoplectus bloti und Zignoichthys oblongus aus der Stammlinie der Kugelfischartigen (Tetraodontoidea), der Kugelfisch Tetraodon pygmaeus und der Igelfisch Diodon tenuispinus. Die Gattungen Aluteres und Monacanthus, zu der auch heute lebende Feilenfische gehören, sind aus dem Pliozän von Fiume Marecchia in Nordost-Italien überliefert.

## Kugelfischartige und der Mensch

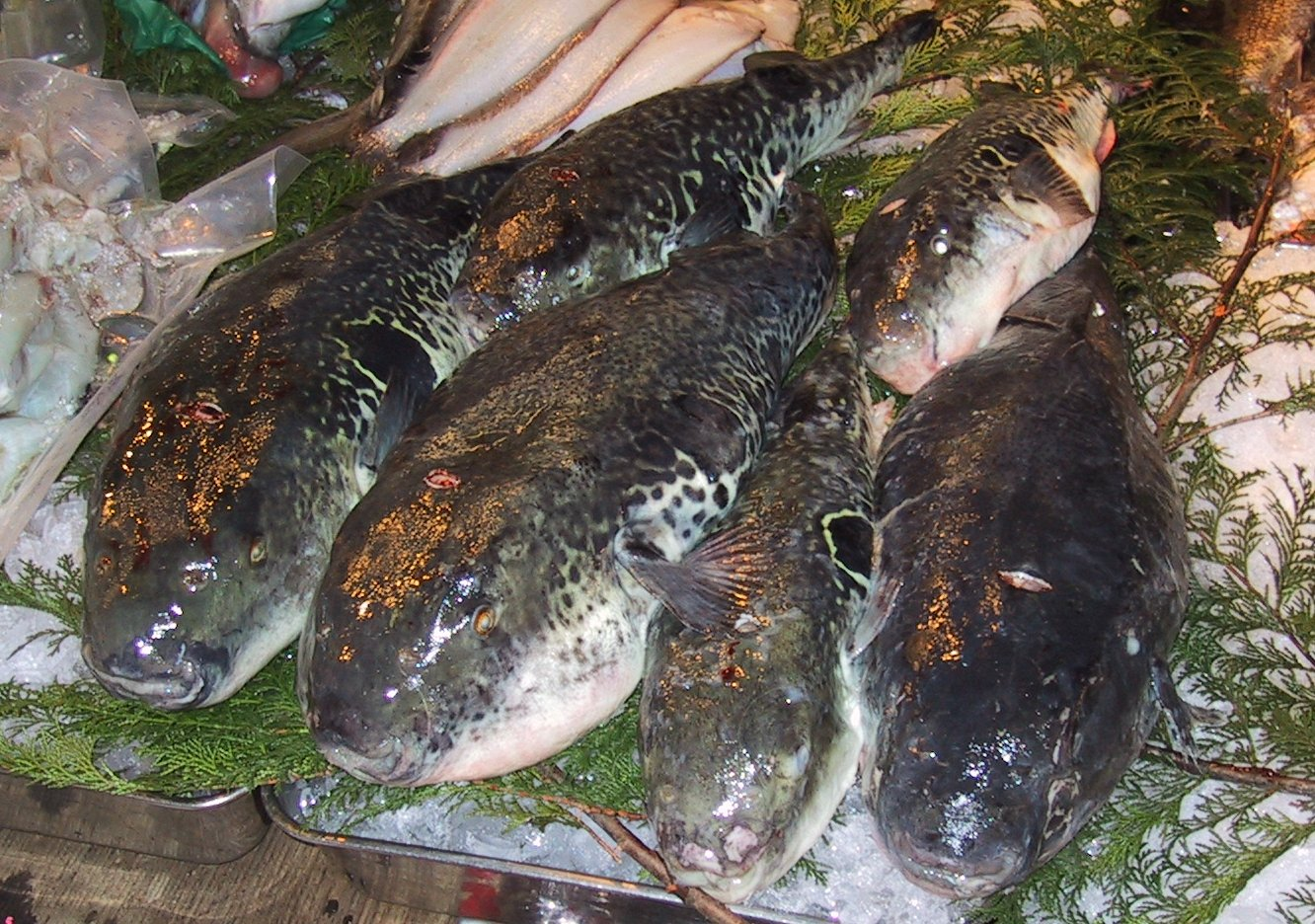
Fugu auf einem Markt in Japan

### Fischerei
Wegen der Giftigkeit werden die meisten Arten der Kugelfischartigen nicht befischt. Lediglich einige größere Arten der Drückerfische und die als Fugu bezeichneten größeren Kugelfische werden gefangen. In japanischen Restaurants, die eine spezielle Lizenz besitzen müssen, wird Fugu als Delikatesse serviert. Bei den Drückerfischen besteht immer die Gefahr einer Ciguatera-Vergiftung, da sie als Endglieder der Nahrungskette Gifte mit ihrer Nahrung aufnehmen. Igelfische werden gefangen und aufgeblasen präpariert an Touristen verkauft.

### Aquarienhaltung
Die kleineren Arten der im Süß- und Brackwasser lebenden Kugelfische werden im Aquaristikfachhandel hin und wieder als Zierfische verkauft. Sie werden in mit Hölzern und Steinen gegliederten Aquarien durchaus gehalten, gelten jedoch teilweise als aggressiv gegenüber Artgenossen und anderen Fischen, weshalb die Haltung im Artaquarium empfohlen wird. Kugelfische werden auch als Prophylaxe gegen Schneckenplagen angesehen. Einige Arten konnten erfolgreich gezüchtet werden, die meisten angebotenen Fische stammen allerdings aus Wildfängen.
In der Meerwasseraquaristik werden Kugel-, Drücker-, Koffer- und Feilenfische meist nur in reinen Fischaquarien gehalten, da sie oft eine Vielzahl von wirbellosen Tieren fressen. Im Fachhandel werden oft winzige nur 2 bis 4 Zentimeter große Koffer-, Kugel- und Igelfische angeboten, die vom Menschen als niedlich empfunden werden und zum Kauf verleiten sollen. Der potentielle Käufer sollte allerdings wissen, dass die Tiere mindestens 30 Zentimeter lang werden, Krebstiere, Weichtiere und Stachelhäuter fressen und nach einiger Zeit mit ihrem papageiartigen Schnabel auch die Stein- und Weichkorallen zerstören können. Kofferfische können bei Stress oder im Fall ihres Todes ihr Hautgift ausstoßen und den gesamten übrigen Fischbestand töten.
Spitzkopfkugelfische und einige kleine Feilenfischarten sind aber im Korallenriffaquarium haltbar. Angriffe auf Korallen kommen nur vor, wenn die Tiere zu wenig oder falsch gefüttert werden.
Alle für das Meerwasseraquarium angebotenen Kugelfischverwandten sind Wildfänge.
Große und bunte Kugel- und Drückerfische sind beeindruckende Bewohner großer, öffentlicher Schauaquarien. In einigen riesigen Aquarien in Japan (Kaiyūkan-Aquarium in Osaka) und den USA (Monterey Bay Aquarium) werden den Besuchern inzwischen auch Mondfische präsentiert.